# Owyhee-Talsperre
Die Owyhee-Talsperre ist eine Talsperre im Osten des US-Bundesstaates Oregon, die den Owyhee River aufstaut. Die Bogengewichtsmauer aus Beton wurde 1932 fertiggestellt. In einem Wasserkraftwerk wird Strom erzeugt und außerdem dient das Wasser der Bewässerung in mehreren Distrikten in Oregon und dem benachbarten Idaho. Bei ihrer Fertigstellung war die Talsperre bis zum Bau der Chambon-Talsperre 1934 in Frankreich mit 137 Meter Höhe die höchste der Erde. Sie überholte die 119 Meter hohe Diablo-Staumauer. Durch die Owyhee-Talsperre wird der Owyhee River zum Owyhee-Reservoir mit einem Inhalt von 1480 Mio. m³ aufgestaut. Über die Staumauer führt eine Straße.
Das Einzugsgebiet erstreckt sich über Ost-Oregon und West-Idaho.
Die Talsperre diente als Vorbild für den größeren Hoover Dam am Colorado einschließlich der Betonkühlung beim Bau.
Die Talsperre kostete 6 Millionen Dollar, das ganze Bewässerungsprojekt 18 Millionen. 
Die Owyhee-Staumauer wurde von Frank A. Banks entworfen, der auch andere Talsperren wie die Grand-Coulee-Talsperre am Columbia River baute.
Von 1990 bis 1993 wurde die Staumauer umgebaut. Schon in den 1980ern wurde die Möglichkeit zur Erzeugung von elektrischem Strom geschaffen.
Ohne eine Fischleiter gebaut, verbaut die Talsperre den Lachsen die Wanderung bis hinauf nach Nevada.
Der Owyhee Dam Historic District ist in die Liste National Register of Historic Places eingetragen.